# Bastards
Bastards — одинадцятий студійний альбом англійської групи Motörhead, який був випущений 29 листопада 1993 року.

## Композиції
1. On Your Feet or on Your Knees  — 2:34
2. Burner — 2:52
3. Death or Glory — 4:50
4. I Am the Sword — 4:28
5. Born to Raise Hell — 4:58
6. Don't Let Daddy Kiss Me — 4:05
7. Bad Woman — 3:16
8. Liar — 4:12
9. Lost in the Ozone — 3:27
10. I'm Your Man — 3:28
11. We Bring the Shake — 3:48
12. Devils — 6:00

## Склад
- Леммі Кілмістер  — вокал
- Філ Кемпбелл  — гітара
- Майкл Бьорстон  — гітара
- Міккі Ді  — ударні